# Любкін Володимир Володимирович
Володимир Володимирович Любкін (19 березня 1963, Орськ, Оренбурзька область, РРФСР, СРСР) — радянський і російський хокеїст, захисник. Майстер спорту СРСР.

## Спортивна кар'єра
Вихованець команди «Южний Урал» (Орськ). Виступав за клуби «Южний Урал» (Орськ), «Динамо» (Харків), «Динамо» (Москва), «Луч» (Свердловськ), «Автомобіліст» (Свердловськ), «Буран» (Воронеж), «Металург» (Новотроїцьк). У складі української команди відіграв десять сезонів, пройшов шлях від другої ліги до елітного дивізіону. У вищій лізі за три сезони провів 61 матч (5+6).

## Статистика
| Сезон                       | Команда                      | Ліга                        | І   | Г  | П  | 0   | Штр |
| --------------------------- | ---------------------------- | --------------------------- | --- | -- | -- | --- | --- |
| 1979-80                     | «Южний Урал» (Орськ)         | друга                       |     | 3  |    |     |     |
| 1980-81                     | «Динамо» (Харків)            | друга                       | 32  | 2  | 0  | 2   |     |
| 1980-81                     | «Динамо» (Харків)            | друга                       | 4   | 0  | 0  | 0   | 2   |
| 1981-82                     | «Динамо» (Харків)            | друга                       | 33  | 2  | 4  | 6   | 6   |
| 1981-82                     | «Динамо» (Харків)            | друга                       |     | 3  |    |     |     |
| 1982-83                     | «Динамо» (Харків)            | перша                       | 62  | 5  | 9  | 14  |     |
| 1983-84                     | «Динамо» (Харків)            | перша                       | 58  | 4  |    |     |     |
| 1984-85                     | «Динамо» (Харків)            | перша                       | 45  | 15 | 8  | 23  | 71  |
| 1984-85                     | «Динамо» (Москва)            | вища                        | 2   | 0  | 0  | 0   | 2   |
| 1985-86                     | «Динамо» (Харків)            | перша                       | 46  | 11 | 16 | 27  | 56  |
| 1986-87                     | «Динамо» (Харків)            | перша                       | 57  | 14 | 6  | 20  | 74  |
| 1987-88                     | «Динамо» (Харків)            | перша                       | 67  | 11 | 7  | 18  | 18  |
| 1988-89                     | «Динамо» (Харків)            | вища                        | 21  | 0  | 3  | 3   | 6   |
| 1988-89                     | «Луч» (Свердловськ)          | перша                       | 4   | 2  | 0  | 2   | 0   |
| 1988-89                     | «Автомобіліст» (Свердловськ) | вища                        | 5   | 2  | 0  | 2   | 2   |
| 1989-90                     | «Автомобіліст» (Свердловськ) | вища                        | 33  | 3  | 3  | 6   | 8   |
| 1989-90                     | «Автомобіліст» (Свердловськ) | перехідна                   | 5   | 1  | 0  | 1   | 0   |
| 1990-91                     | «Динамо» (Харків)            | перша                       | 23  | 4  | 4  | 8   | 8   |
| Всього за «Динамо» (Харків) | Всього за «Динамо» (Харків)  | Всього за «Динамо» (Харків) | 445 | 71 | 53 | 124 | 241 |
| 1990-91                     | «Буран» (Воронеж)            | перша                       | 24  | 2  | 2  | 4   | 18  |
| 1991-92                     | «Буран» (Воронеж)            | перша                       | 63  | 4  | 8  | 12  | 39  |
| Всього у вищій лізі         | Всього у вищій лізі          | Всього у вищій лізі         | 61  | 5  | 6  | 11  | 18  |
| Всього в чемпіонаті СРСР    | Всього в чемпіонаті СРСР     | Всього в чемпіонаті СРСР    | 584 | 85 | 70 | 155 | 310 |
| 1992-93                     | «Буран» (Воронеж)            | перша                       | 48  | 5  | 13 | 18  | 50  |
| 1993-94                     | «Буран» (Воронеж)            | перша                       | 48  | 12 | 11 | 23  | 62  |
| 1995-96                     | «Металург» (Новотроїцьк)     | перша                       | 41  | 5  | 12 | 17  | 44  |